# Organisk personlighetsstörning
Organisk personlighetsstörning är en psykiatrisk diagnos i ICD-10 för en personlighetsstörning som beror på en sjukdom, skada eller dysfunktion i hjärnan.

## Orsak
Orsaken till störningen är sjukdom, skada eller dysfunktion i hjärnan. ICD-10 nämner även specifikt följande möjliga anledningar till störningens uppkomst:
- Skador, sjukdomar eller dysfunktion i frontalloben.
- Limbisk epilepsi i hjärnan
- Lobotomi

## Diagnostisering och symtom
ICD-10 nämner följande krav för diagnos:
- Skada, sjukdom eller dysfunktion i hjärnan, antingen sedan tidigare eller observerat genom fysisk och neurologisk undersökning.
- Frånvaro av dysfunktionellt medvetande och minnesförlust
- Frånvaro av annan förklarlig anledning/diagnos som bättre skulle kunna förklara symtomen

Förutom ovanstående punkter krävs även att patienten haft minst 3 av följande symtom under minst 6 månader för att diagnosen ska ställas:
1. Nedsatt förmåga att delta i målinriktade aktiviteter/handlingar, i synnerhet sådana som tar lång tid.
2. Emotionella besvär på minst ett av följande vis: (a) känslomässig/affektiv labilitet (okontrollerbara och snabbt skiftande känslor); (b) eufori tillsammans med olämplig skämtsamhet; (c) förhöjd irritabilitet och/eller problem med ilska och aggression; apati.
3. Handlingar och uttryck för behov och impulser som inte tar i åtanke konsekvenserna för handlingarna. Detta kan exempelvis inkludera stöld, olämpliga sexuella handlingar, överätande eller frånsedd personlig hygien.
4. Kognitiva störningar, oftast uttyckt på någon av följande vis: (a) överdriven misstänksamhet och paranoia; (b) besatthet av ett visst ämnesområde eller fanatisk kategorisering av andra människors handlingar som rätt och fel.
5. Språkstörningar i form av nedsatt hastighet och flyt i talet, samt andra språkstörningar såsom överinkludering av irrelevant info, svårighet att komma till sak (eftersom personen pratar för mycket om irrelevanta saker först), tendenser till överdrivna upprepningar av redan sagd information, eller överdrivna begär till att skriva (hypergrafi).
6. Förändring av sexualitet - ofta nedsatt sexlust eller förändring av sexuella preferenser.

ICD-10 nämner följande exkluderande faktorer för diagnos, punkterna är diagnoser vars symtom kan likna organisk personlighetsstörning:
- Bestående personlighetsförändring efter en traumatisk/katastrofal händelse (kod i ICD-10: F62.0)
- Bestående personlighetsförändring efter en psykiatrisk sjukdom (kod i ICD-10: F62.1)
- Posthjärnskakningssyndrom (F07.2)
- Posthjärninflammationssyndrom (F07.1)
- Annan personlighetsstörning (F60.-)

### Undertyper
ICD-10 nämner följande undertyper, men tydliggör att ingen av dessa undertyper har validerats tillräckligt för att få egna beskrivningar utöver denna:
- Pseudoretarderad eller apatisk typ: huvudsakliga symtom är punkt 1 och 2d. Observera att personen dock även måste uppfylla minst ett kriterium till för att få diagnosen.
- Pseudopsykopatisk typ: huvudsakliga symtom är punkterna 1, 2c och 3
- Limbisk epileptisk personlighetssyndrom: karaktäriseras av kombinationen av symtompunkterna 4, 5 och 6

ICD-10 nämner även ett antal alternativa undergrupper. Ovanstående undertyper rubriceras i ICD-10 som "alternativ 1" och följande undertyper rubriceras som "alternativ 2" till undertyper: labil typ, avhämnad typ (se punkt 3 bland symtomen), aggressiv typ, apatisk typ, paranoid typ, blandad typ, eller annan typ.